# (437915) 2002 GD32
(437915) 2002 GD32, também escrito como (437915) 2002 GD32, é um objeto transnetuniano que está localizado no Cinturão de Kuiper, uma região do Sistema Solar. Este corpo celeste está em uma ressonância orbital de 5:9 com o planeta Netuno. Ele possui uma magnitude absoluta de 5,8 e tem um diâmetro estimado de cerca de 319 km. O astrônomo Mike Brown lista este objeto em sua página na internet como um candidato a possível planeta anão.

## Descoberta
(437915) 2002 GD32 foi descoberto no dia 7 de abril de 2002 pelo astrônomo Marc W. Buie.

## Órbita
A órbita de (437915) 2002 GD32 tem uma excentricidade de 0,134 e possui um semieixo maior de 44,623 UA. O seu periélio leva o mesmo a uma distância de 38,654 UA em relação ao Sol e seu afélio a 50,592 UA.